# Uraliska fonetiska alfabetet
Uraliska fonetiska alfabetet (UPA) är ett fonetiskt alfabet gjort specifikt för uraliska språk. Alfabetet utformades av den finska lingvisten E.N. Setälä och publicerades första gången 1901.
UPA liknar det internationella fonetiska alfabetet och lånar in bokstäver från de latinska, grekiska och kyrilliska alfabeten, och använder sig av versaler och diakriter. Alla bokstäver i alfabetet skrivs kursiverade.